# ماتیاس گی
ماتیاس گی (آلمانی: Matthias Gey؛ زادهٔ ۷ ژوئیهٔ ۱۹۶۰) شمشیرباز اهل آلمان است.
وی در مسابقات کشوری و بین‌المللی در مجموع برندهٔ ۲ مدال نقره شده‌است.